# Iglesia de la Virgen de los Reyes (Calcena)

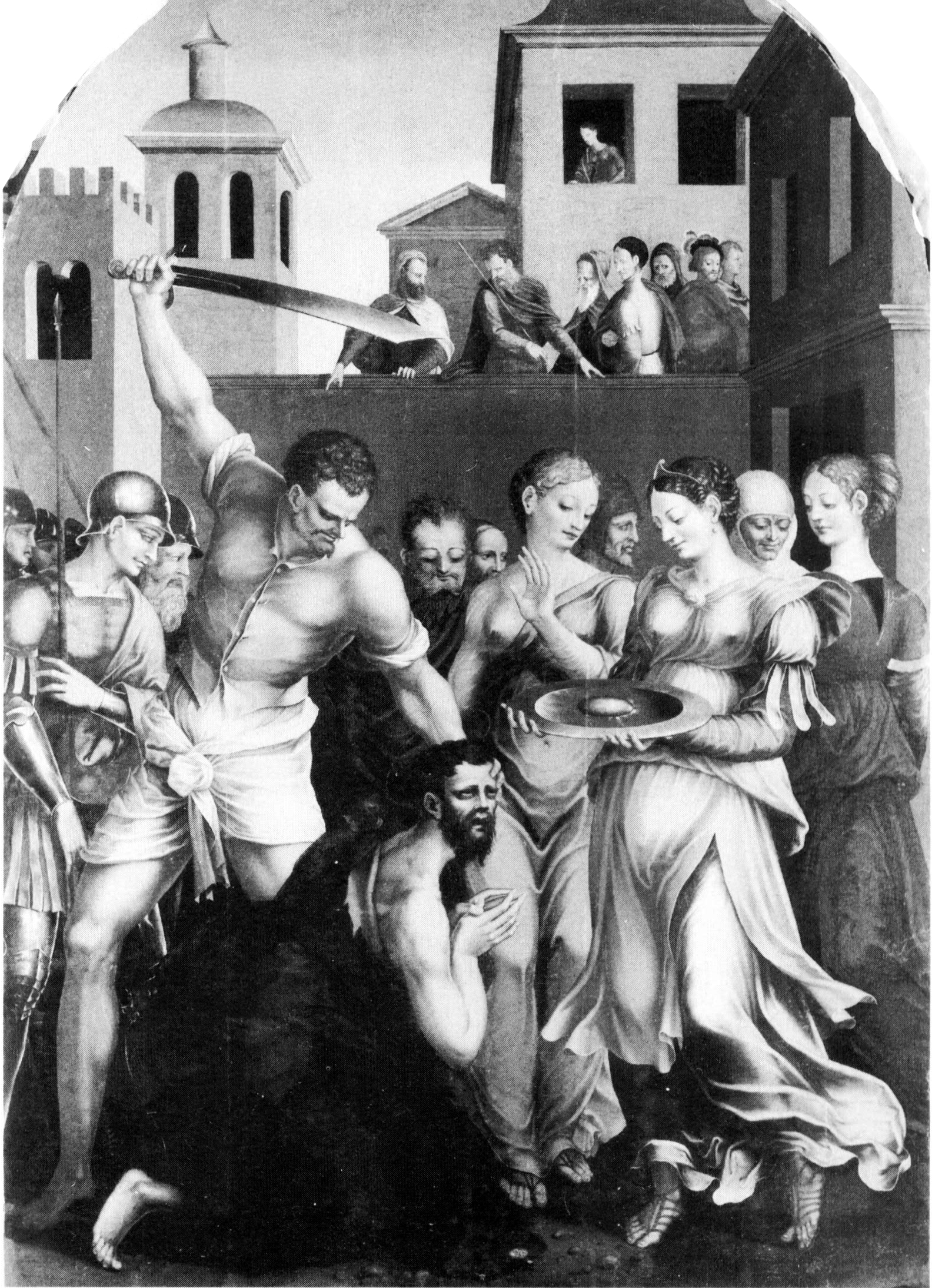
Jerónimo Cósida, Degollación de San Juan Bautista, 1554-1559. Tabla central del retablo de la Degollación de San Juan Bautista

La iglesia de la Virgen de los Reyes o de Nuestra Señora de los Reyes es un templo parroquial católico situado en el municipio en (zaragozano de Calcena, España. Es un edificio monumental, fruto de ampliaciones sucesivas a partir de un núcleo del siglo XVI, construido sobre una anterior edificación románica. Este núcleo del siglo XVI está formado por tres naves de igual altura; se trata, por tanto, de una iglesia de planta de salón, a la que se han ido añadiendo diversas capillas entre los siglos XVI y XVII.
El espacio interior es amplio y diáfano, jalonado por enormes columnas de separación entre las naves, y cerrado por un testero recto, que se convierte en poligonal en altura y que se cubre con bóveda de crucería estrellada, al igual que el resto de la nave. La decoración en el interior se concentra en la embocadura de las capillas.
Al exterior se conserva una portada románica, perteneciente a la edificación anterior, abierta por medio de arquivoltas de medio punto y cobijada por un pórtico. Junto a ella se alza la torre, cuya base también pertenece a época románica, sobre la que se elevan dos cuerpos más realizados en ladrillo y decorados con motivos de tradición mudéjar como esquinillas y rombos.
El resto de la fábrica también combina la mampostería con el sillar y el ladrillo, utilizado normalmente en las zonas altas como aleros y linternas, aligerando la sobriedad del exterior.
En su interior se encuentra un retablo de Jerónimo Cósida, uno de los más importantes pintores del Renacimiento en Aragón, dedicado a la Degollación de Juan Bautista, datado entre 1554 y 1559.